# Мураховський Всеволод Серафимович
Всеволод Серафимович Мураховський (20 жовтня 1926, село Голубівка Луганської округи, тепер Кремінського району Луганської області — 12 січня 2017, Москва) —  радянський партійний і державний діяч. 1-й заступник Голови Ради Міністрів СРСР (у 1985—1989 роках). 1-й секретар Ставропольського крайкому КПРС (у 1978—1985 роках). Член ЦК КПРС (1981—1990). Депутат Верховної Ради СРСР 10—11-го скликань. Герой Соціалістичної Праці (12.03.1982).

## Біографія
Народився в родині вчителів. У 1936 році разом із батьками переїхав у станицю Невинномиську Орджонікідзевського (Ставропольського) краю. Навчався у школі, у квітні 1941 року вступив до ВЛКСМ.
З листопада 1942 року — в Червоній армії, учасник німецько-радянської війни. Служив у 796-му артилерійському полку під Новоросійськом. З квітня по грудень 1943 лікувався у госпіталі та вдома.
З грудня 1943 по жовтень 1950 року — в Радянській армії. У складі 1-го стрілецького батальйону 304-го стрілецького Червонопрапорного полку (1-ї Червонопрапорної армії 1-го Далекосхідний фронт) брав участь у радянсько-японській війні.
Член ВКП(б) з 1946 року.
У листопаді 1950—1954 року — студент Ставропольського державного педагогічного інституту. У 1951 році був вибраний секретарем комітету ВЛКСМ, а у 1952 році — членом партійного бюро Ставропольського державного педагогічного інституту.
У 1954—1956 роках — 1-й секретар Ставропольського міського комітету ВЛКСМ.
У 1956 році працював завідувачем навчальної частини Невинномиської середньої школи Ставропольського краю.
У 1956—1957 роках — завідувач кабінету політичної економії Ставропольського державного педагогічного інституту.
У 1957—1959 роках — інструктор відділу шкіл і вищих навчальних закладів Ставропольського крайового комітету КПРС; завідувач відділу пропаганди й агітації Ставропольського міського комітету КПРС.
У 1959—1961 роках — секретар Ставропольського міського комітету КПРС.
У 1961—1963 роках — заступник завідувача відділу пропаганди й агітації Ставропольського крайового комітету КПРС.
У січні 1963 — грудні 1964 року — заступник голови виконавчого комітету Ставропольської (?) крайової ради депутатів трудящих.
У грудні 1964—1965 роках — завідувач відділу науки і навчальних закладів Ставропольського крайового комітету КПРС.
У 1965—1970 роках — 1-й секретар Кисловодського міського комітету КПРС Ставропольського краю.
У 1970—1974 роках — 1-й секретар Ставропольського міського комітету КПРС Ставропольського краю.
У 1974—1975 роках — секретар Ставропольського крайового комітету КПРС.
25 червня 1975 — 16 грудня 1978 року — 1-й секретар Карачаєво-Черкеського обласного комітету КПРС Ставропольського краю.
4 грудня 1978 — 4 листопада 1985 року — 1-й секретар Ставропольського крайового комітету КПРС.
1 листопада 1985 — 7 червня 1989 року — 1-й заступник голови Ради Міністрів СРСР. Одночасно з 1 листопада 1985 по 10 квітня 1989 року — голова новоствореного Державного агропромислового комітету СРСР.
З липня 1989 року — на пенсії у Москві. Похований 14 січня 2017 року на Троєкурівському цвинтарі Москви. 

## Нагороди і звання
- Герой Соціалістичної Праці (12.03.1982)
- Два ордени Леніна (12.03.1982, 17.10.1986)
- Орден Жовтневої Революції (19.10.1976)
- Орден Вітчизняної війни 2-го ступеня (11.03.1985)
- Орден Трудового Червоного Прапора (5.04.1971)
- Орден «Знак Пошани» (21.07.1966)
- Медаль «За бойові заслуги» (28.08.1945)
- Медаль «За заслуги перед Ставропольським краєм» (2001)
- Медаль «Герой праці Ставропілля» (2016)
- Почесний громадянин Ставропольського краю (2008)